# 1369

## Esdeveniments
Països Catalans
Resta del món
- 14 de març, Montiel: La batalla de Montiel, emmarcat en la Guerra dels Cent Anys, la Guerra Civil de Castella i la Guerra dels dos Peres, en la qual els exèrcits francocastellans van derrotar una aliança proanglesa liderada per Portugal.
- La República de Venècia rebutja una ofensiva de Lluís I d'Hongria.[1]

## Naixements
Països Catalans
Resta del món
- Jan Hus a Husinec, Bohèmia del Sud (República Txeca).

## Necrològiques
Països Catalans
Resta del món
- 23 de març - Montiel, Castella-La Manxa: Pere I de Castella, rei de Castella i Lleó (1350-1369) (n. 1334).
- 15 d'agost - Felipa d'Hainaut, reina consort d'Anglaterra al castell de Windsor.
- 12 de setembre - Blanca de Lancaster al castell de Bolingbroke (Lincolnshire).